# Siaosi Vaili
Siaosi Vaili (Apia, 7 settembre 1977) è un ex rugbista a 15 samoano, in carriera attivo nel ruolo di seconda linea e 10 volte internazionale per le Samoa.

## Biografia
Siaosi nase ad Apia nelle Samoa Occidentali. Si trasfererisce in Nuova Zelanda arrivando a giocare per i club 
provinciali di Counties Manukau e Hawke's Bay; nell'estate 2003 arriva in Europa, a Exeter nella seconda divisione inglese.
La stagione successiva viene ingaggiato da Worcester in English Premiership, dove rimane per due stagioni fino al 2006; poi un anno al Viadana, in Italia, con il quale vince la Coppa Italia.

### Carriera internazionale
Nel 2001 viene selezionato nella Nazionale samoana in occasione del test match contro l'Irlanda, durante il tour in Europa. Nel 2003, dopo aver preso parte alle qualificazioni, 
vinene inserito nella lista dei giocatori partecipanti alla 5ª edizione della Coppa del Mondo di rugby, disputando la partita contro l'Australia. L'ultima apparizione con la maglia delle Samoa è datata 4 giugno 2004, durante il tour scozzese in Oceania.

## Palmarès
- Coppe Italia: 1
Viadana: 2006-07